# Stigmatura bahiae
El rabicano de Bahía (Stigmatura bahiae) es una especie de ave paseriforme de la familia Tyrannidae, perteneciente al género Stigmatura que hasta recientemente (2022) era considerada una subespecie de Stigmatura napensis. Es endémica del noreste árido de Brasil..

## Distribución y hábitat
Se distribuye únicamente en el noreste de Brasil, desde el este de Piauí, sur de Ceará y Río Grande del Norte al sur, por Pernambuco, Alagoas y Sergipe, hasta Bahía y extremo norte de Minas Gerais.
Esta especie es considerada poco común en su hábitat natural: los matorrales áridos, sobrepastoreados, de la caatinga hasta los 600 m de altitud.

## Descripción
Mide 13 cm de longitud. Exhibe una larga cola con las rectrices bordeadas de blanco. Las partes superiores son grises con una lista superciliar amarillenta y las inferiores de color beige. Las alas presentan las coberteras blancas bien destacadas. Se diferencia del lejano S. napensis por las partes superiores más parduzcas y las inferiores de beige amarillento más apagado.

## Comportamiento
Es encontrado regularmente junto al rabicano mayor de la caatinga (Stigmatura budytoides gracilis) pero este prefiere ambientes más exuberantes y se distinguen mejor por las vocalizaciones.

### Alimentación
Se alimenta principalmente de insectos, que busca intensamente entre el follaje y las ramas y a veces en el suelo.

### Reproducción
Construye el nido de ramitas secas bien escondido en el medio del follaje de un arbusto, a una altura que puede variar entre 70 cm y 1 m del suelo. La boca del nido es de 40 mm x 40 mm y tiene una profundidad de 25 mm y una altura de 30 mm. La postura puede ser de dos a tres huevos que pesan 1,2 g y miden 17 mm x 12 mm.

### Vocalización
El canto es un repetitivo «pur, pi-dir-pur, pi-dir-pur, pi-dir-pur» o un solitario «pi-dir-pur» o «pi-dir».

## Sistemática

### Descripción original
La especie S. bahiae fue descrita por primera vez por el ornitólogo estadounidense Frank Michler Chapman en 1926 bajo el nombre científico Stigmatura budytoides bahiae; la localidad tipo es: «Juazeiro, norte de  Bahía, Brasil»; el holotipo, un macho adulto recolectado en noviembre de 1907, se encuentra depositado en el Museo Americano de Historia Natural, en Nueva York, bajo el número AMNH 140075.

### Etimología
El nombre genérico femenino «Stigmatura» se compone de las palabras griego «stigma, stigmatos» que significa ‘punto’, ‘mancha’, y «oura» que significa ‘cola’; y el nombre de la especie, bahiae, se refiere a la localidad tipo, el estado de Bahía, Brasil./> 

### Taxonomía
Durante mucho tiempo, la presente especie fue tratada como la subespecie S. napensis bahiae por diversos autores y clasificaciones. Algunos autores, como Ridgely & Tudor (2009), ya la consideraban como especie plena, con base en diferencias morfológicas y de vocalización con la especie nominal. Sin embargo, esto no era seguido por la mayoría de las clasificaciones, como el Comité de Clasificación de Sudamérica (SACC) y otros.
Más recientemente Aves del Mundo (HBW) y Birdlife International (BLI) consideraron a Stigmatura bahiae como una especie separada con base en la gran distancia geográfica de la nominal, diferencias de vocalización y diferencias menores de plumaje; lo que fue seguido por las principales clasificaciones.